# Eusynthemis ursa
Eusynthemis ursa là loài chuồn chuồn trong họ Synthemistidae. Loài này được Theischinger miêu tả khoa học đầu tiên năm 1999.